# Aeroportul Regional Altus/Quartz Mountain
Aeroportul Regional Altus/Quartz Mountain (IATA: AXS, ICAO: KAXS, FAA LID: AXS) este un aeroport din Oklahoma, Statele Unite ale Americii ce deservește zona Altus⁠(d). Aeroportul a fost tranzitat în 2019 de 6 pasageri. A fost numit după zona deservită.
Situat la o altitudine de 437 m, aeroportul dispune de 1 pistă.

## Infrastructură

### Piste
Aeroportul dispune de o singură pistă. Pista 17/35 are suprafața de beton și dimensiunile 5.501 picioare × 75 picioare. 